# Xysticus ferox
Xysticus ferox là một loài nhện trong họ Thomisidae.
Loài này thuộc chi Xysticus. Xysticus ferox được Nicholas Marcellus Hentz miêu tả năm 1847.